# Anydrophila sirdar
Anydrophila sirdar is een vlinder uit de familie spinneruilen (Erebidae). De wetenschappelijke naam is voor het eerst geldig gepubliceerd in 1939 door Brandt.
De soort komt voor in tropisch Afrika.